# Arrondissement di Tongeren
L'arrondissement di Tongeren (in olandese Arrondissement Tongeren, in francese Arrondissement de Tongres) è una suddivisione amministrativa belga, situata nella provincia del Limburgo e nella regione delle Fiandre.

## Composizione
L'arrondissement di Tongeren raggruppa 13 comuni:
- Alken
- Bilzen
- Borgloon
- Heers
- Herstappe
- Hoeselt
- Kortessem
- Lanaken
- Maasmechelen
- Riemst
- Tongeren
- Voeren
- Wellen

## Società

### Evoluzione demografica
Abitanti censiti
- Fonte dati INS - fino al 1970: 31 dicembre; dal 1980: 1º gennaio